# باميلا مايرز
باميلا مايرز (بالإنجليزية: Pamela Myers)‏ هي ممثلة أمريكية، ولدت في 15 يوليو 1947 في هاملتن في الولايات المتحدة.

## وصلات خارجية
- باميلا مايرز على موقع IMDb (الإنجليزية)
- باميلا مايرز على موقع قاعدة بيانات برودواي على الإنترنت (الإنجليزية)
- باميلا مايرز على موقع قاعدة بيانات الفيلم (الإنجليزية)